# Saint-Jean-du-Thenney
Saint-Jean-du-Thenney település Franciaországban, Eure megyében. Lakosainak száma 214 fő (2022. január 1.). Saint-Jean-du-Thenney La Vespière-Friardel községgel határos.

## Népesség
A település népessége az elmúlt években az alábbi módon változott:
| Lakosok száma | 169  | 177  | 192  | 198  | 228  | 239  | 245  | 249  | 237  | 214  |
|               | 1968 | 1982 | 1990 | 2006 | 2013 | 2015 | 2017 | 2019 | 2020 | 2022 |